# 新北市區公車951路線
新北市區公車951路線，由中興巴士、指南客運共同營運。起點為東方山河社區，終點為及人中學。

## 簡介
- 2014年10月14日正式營運。[1][2][3]
- 這條公車的路線標榜所謂的「快速公車」，讓汐止到新店，透過國道三號，讓兩地之間聯絡速度變快之外，還可透過台鐵五堵車站(崇義高中)、汐止車站(汐止後車站)及台北捷運南港展覽館站、大坪林站、新店區公所站發揮適當的轉運功能[4]。
- 2014年10月新北市政府交通局局長趙紹廉表示，這是新北市政府交通局與客運業者合作規畫的第42條「快速公車」路線，採三段票計價[5]。
- 2018年9月1日取消停靠捷運南港展覽館站（經貿二），改為停靠南港軟體園區北站、南港軟體園區南站及南港展覽館。
- 2024年2月19日中興巴士獲配10輛金龍HINO高巴(KKC-1020~KKC-1030，KKC-1020、KKC-1022於2024年11月29日調至918路線行駛)
- 2024年2月20日指南客運獲配1輛金龍HINO高巴(KKC-1031)
- 2024年2月23日指南客運獲配1輛金龍HINO高巴(KKC-1032)
- 2024年3月1日指南客運獲配1輛金龍HINO高巴(KKC-1033)
- 2024年11月29日獲配4輛原918、933路線金龍高巴(KKC-1080、KKC-1085、KKC-1087、KKC-1095)
- 2025年6月17日獲配1輛原947路線金龍高巴(KKC-1110)
- 2025年7月1日獲配1輛原947路線金龍高巴(KKC-1111)

## 歷史車輛照片集

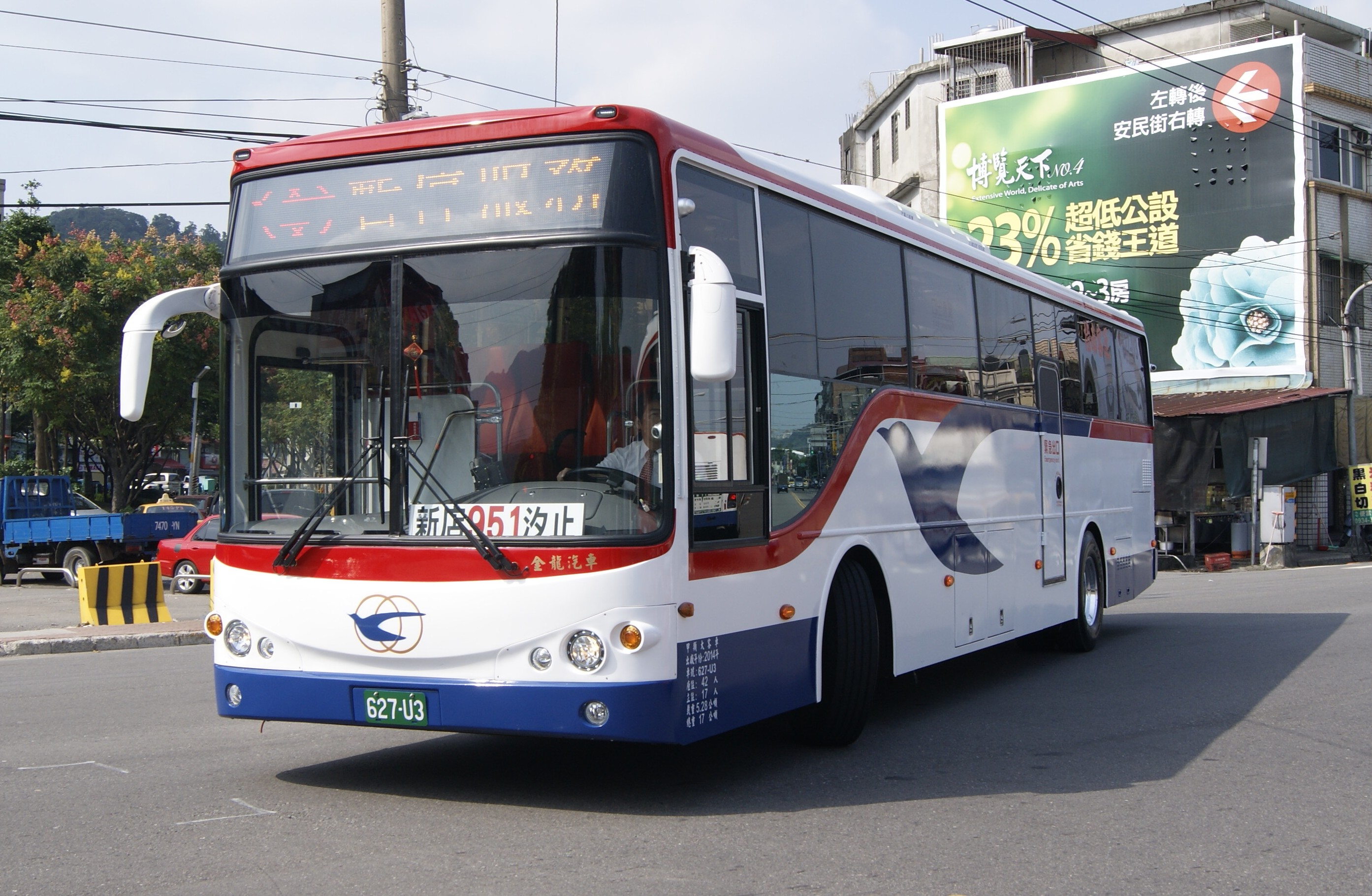
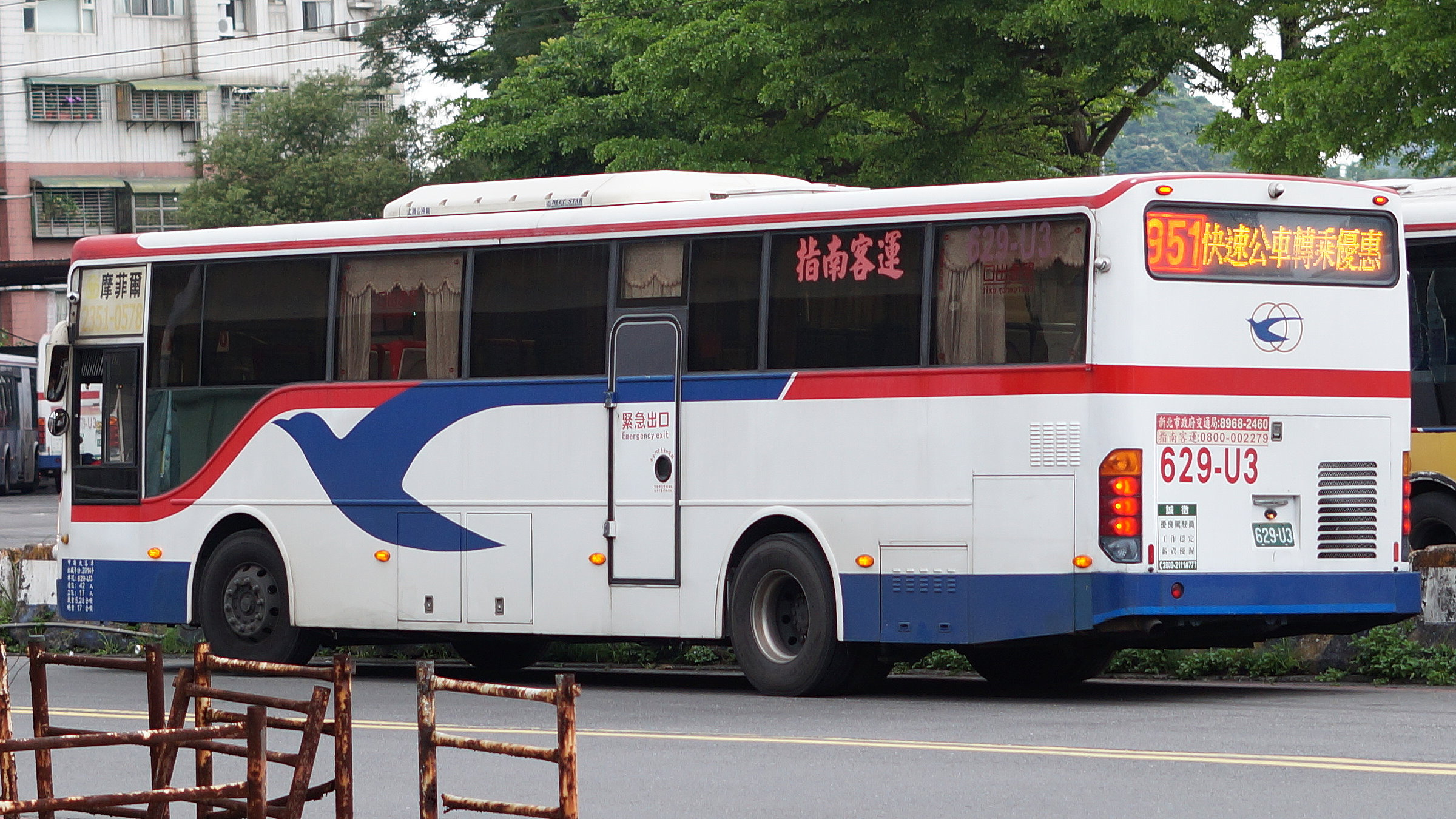
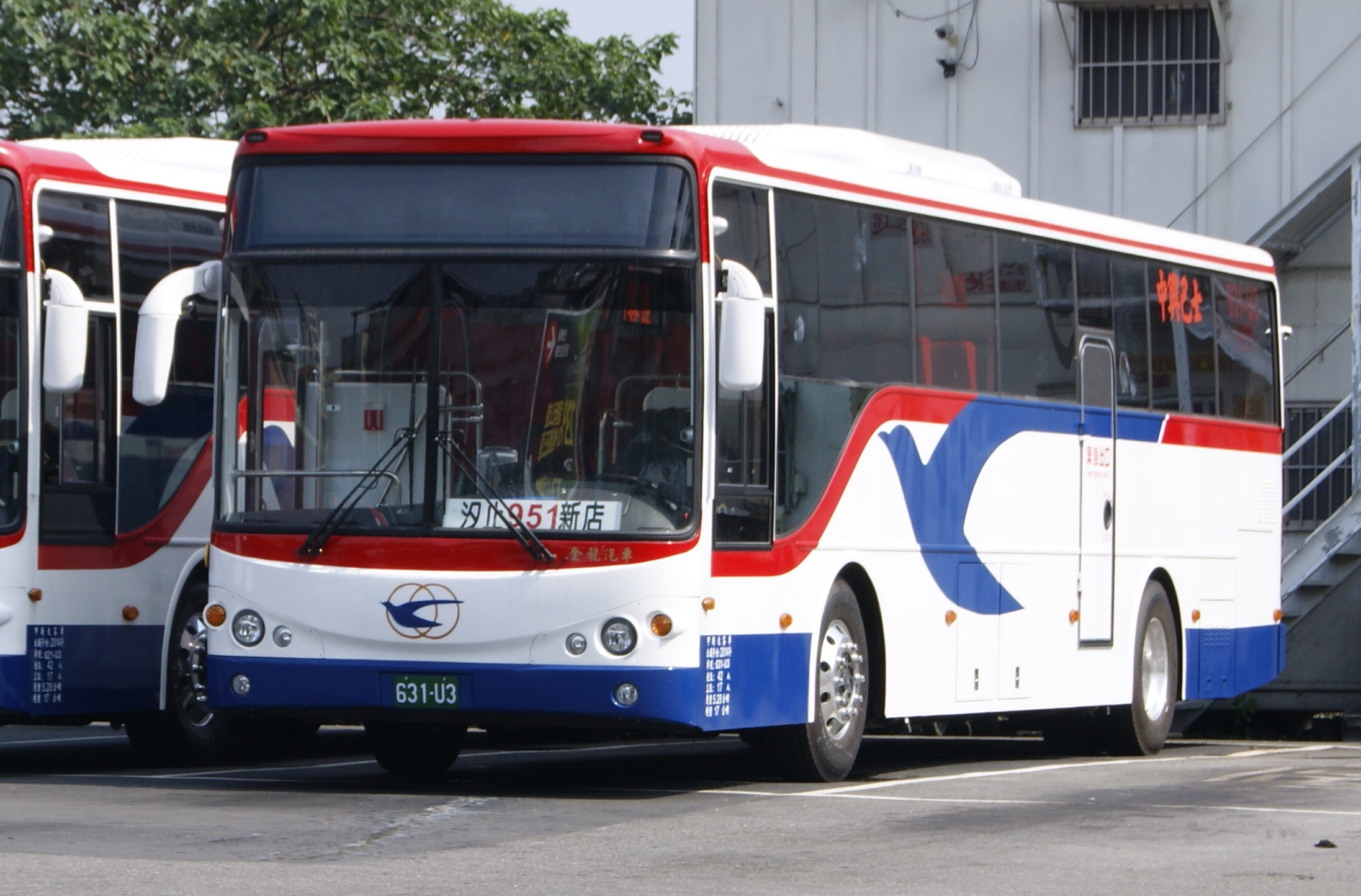
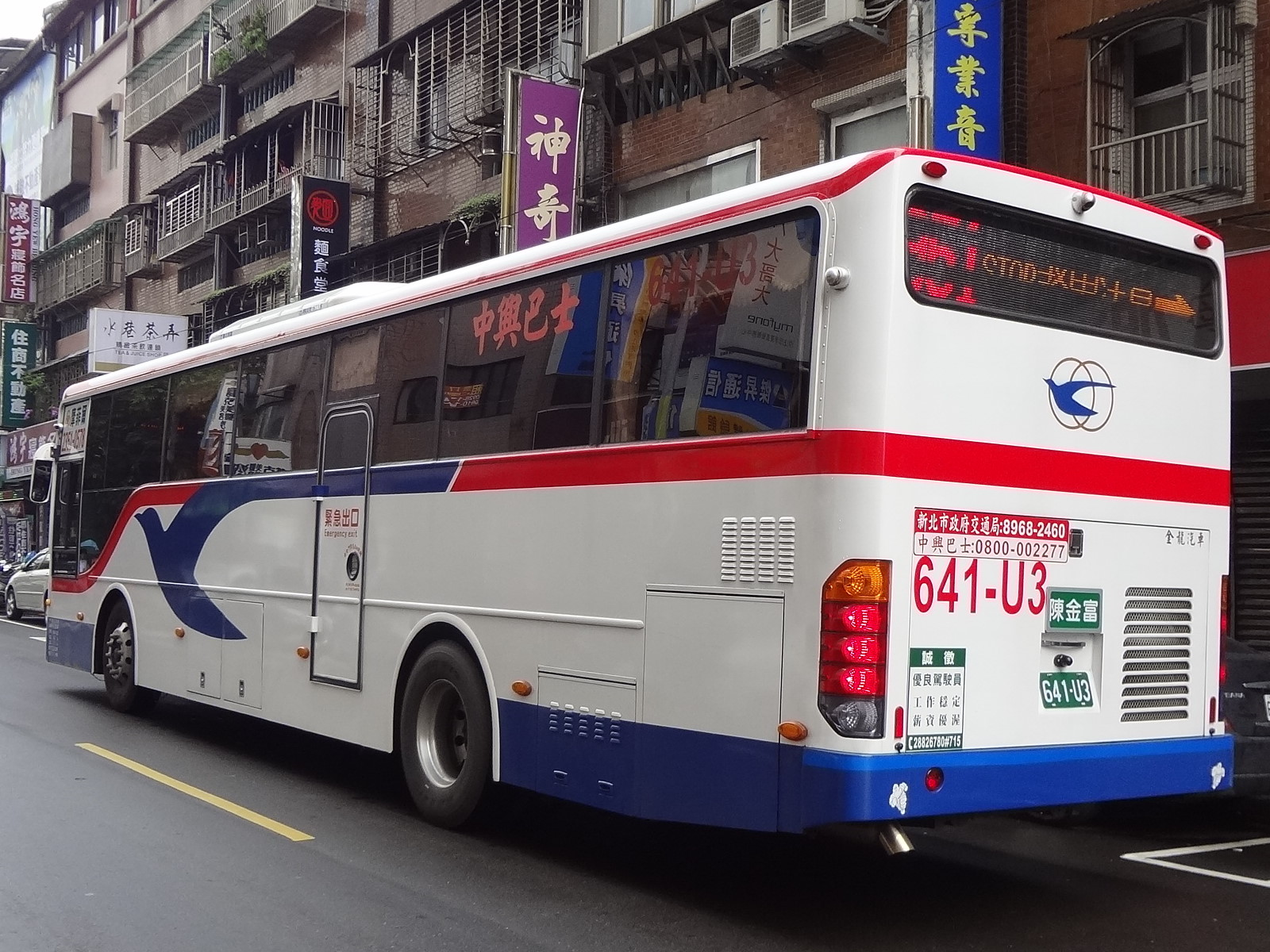
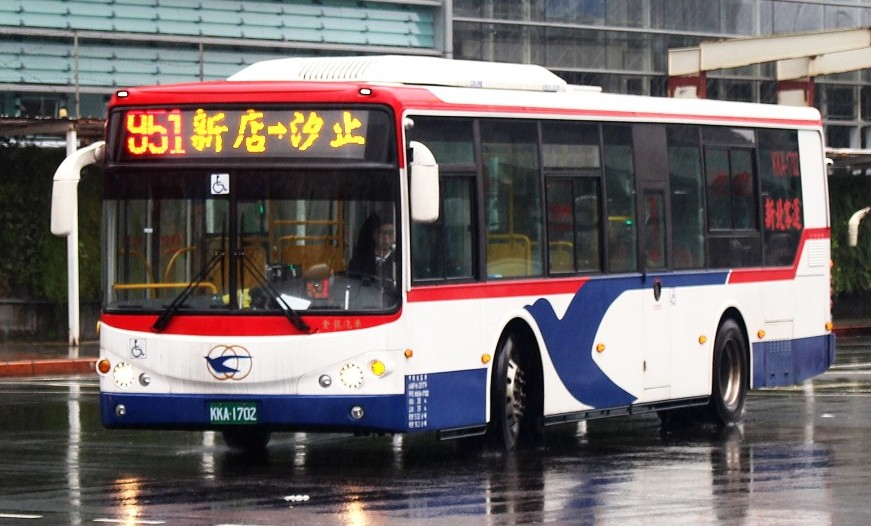